# Египтяни
Египтяните (на арабски: مَصريين) са етническа група в Северна Африка, основното население на Египет.
Те са най-голямото подразделение на арабите и наброяват около 92 милиона души (2015), над 88 милиона от които в Египет. Други страни със значителен брой египтяни са Либия, Судан, Съединените щати, Йордания и други. Повечето говорят на египетски арабски език, а на юг – на саидски арабски език. Мнозинството са мюсюлмани (предимно сунити със значително шиитско малцинство), но немалък брой са християни (главно от Коптската православна църква).
1. ↑  https://shqiptarja.com/uploads/ckeditor/667eb96647c4bcens-2023.pdf